# Seriatopora
Genre
Seriatopora est un genre de scléractiniaires (coraux durs), de la famille des Pocilloporidae.

## Liste d'espèces
Le genre Seriatopora, comprend les espèces suivantes : 
| Selon World Register of Marine Species (27 décembre 2014) : - Seriatopora aculeata Quelch, 1886 - Seriatopora caliendrum Ehrenberg, 1834 - Seriatopora crassa Quelch, 1886 - Seriatopora dentritica Veron, 2000 - Seriatopora guttata Veron, 2000 - Seriatopora hystrix Dana, 1846 - Seriatopora octoptera Ehrenberg, 1834 - Seriatopora stellata Quelch, 1886 - Seriatopora stricta Brueggemann | Selon ITIS (11 janvier 2016) : - Seriatopora caliendrum Ehrenberg, 1834 - Seriatopora hystrix Dana, 1846 |